# Puolamajärvi (ort)
Puolamajärvi är en ort i Pajala kommun, Norrbottens län. Orten ligger vid sjön med samma namn. Vid folkräkningen 1890 hade orten 36 invånare och i augusti 2016 fanns det enligt Ratsit en person över 16 års ålder som var registrerad med orten Iso Puolamajärvi som adress.